# Сао Пауло (држава)
Сао Пауло (порт. São Paulo) је једна од 26 бразилских држава. Име је добио по Апостолу Павлу. Сао Пауло је најбогатија држава у Бразилу, као и велики индустријски центар, тако да га често називају „локомотивом Бразила“. Сао Пауло учествује у БДП бразила са 33,9%. Има други највећи индекс хуманог развоја и БДП по глави становника, четврту најнижу стопу смртности новорођенчади, трећи најдужи очекивани животни век и трећу најнижу стопу неписмености од бразилских федералних јединица, и убедљиво је најбезведнија држава у Бразилу. Сам Сао Пауло је богатији од Аргентине, Уругваја, Парагваја и Боливије заједно. Кад би Сао Пауло био независна држава, по номиналном БДП би се налазио међу првих 20 држава у свету (процена из 2010). Економија Сао Паула је најразвијенија у Бразилу.
Са преко 45 милиона становника у 2017, Сао Пауло је држава са највише становника у Бразилу, има највише становника од свих поднационалних територијалних јединица на америчком континенту, и трећа је најнасељенија полилтичка јединица у Јужној Америци, иза остатка Бразила и Колумбије. Локално становништво је једно од најразноврснијих у Бразилу, а чине га већином Италијани, који су имигрирали у Бразил крајем 19. века; Португалци, који су колонизовали Бразил и успоставили прва европска насеља у региону; домородачки народи; африканци који су доведени из Африке као робови током колонијалне ере и мигранти из других делова Бразила. Осим тога, у етничком саставу Сао Паула су присутни још и Арапи, Немци, Шпанци, Јапанци, Кинези и Грци.